# Ode aan de paardenvijg
Ode aan de paardenvijg is een artistiek kunstwerk in Amsterdam-Zuid.
Het beeld van Aart Rietbroek werd in 1972 geplaatst in het plantsoen van het Merwedeplein. Rietbroek stileerde de vorm van een paardenvijg tot de essentie; een in drie stukken uiteengevallen geabstraheerde hoop paardenstront. De hoop lijkt willekeurig gedumpt op een betonplaat op het plein, terwijl de rest van het plein strak symmetrisch is uitgevoerd in een plan van Hendrik Petrus Berlage (ontwerp) en Jan Frederik Staal (bebouwing). Voor de jeugd is het soms een aanvulling op de klimrekken van het nabijgelegen speeltuintje, anderzijds beperkt het de voetballende jeugd. 
Sommigen zien in dit beeld ook wel een hunebed.
In 2005 kreeg Rietbroeks schepping gezelschap van het Beeld van Anne Frank van Jet Schepp.

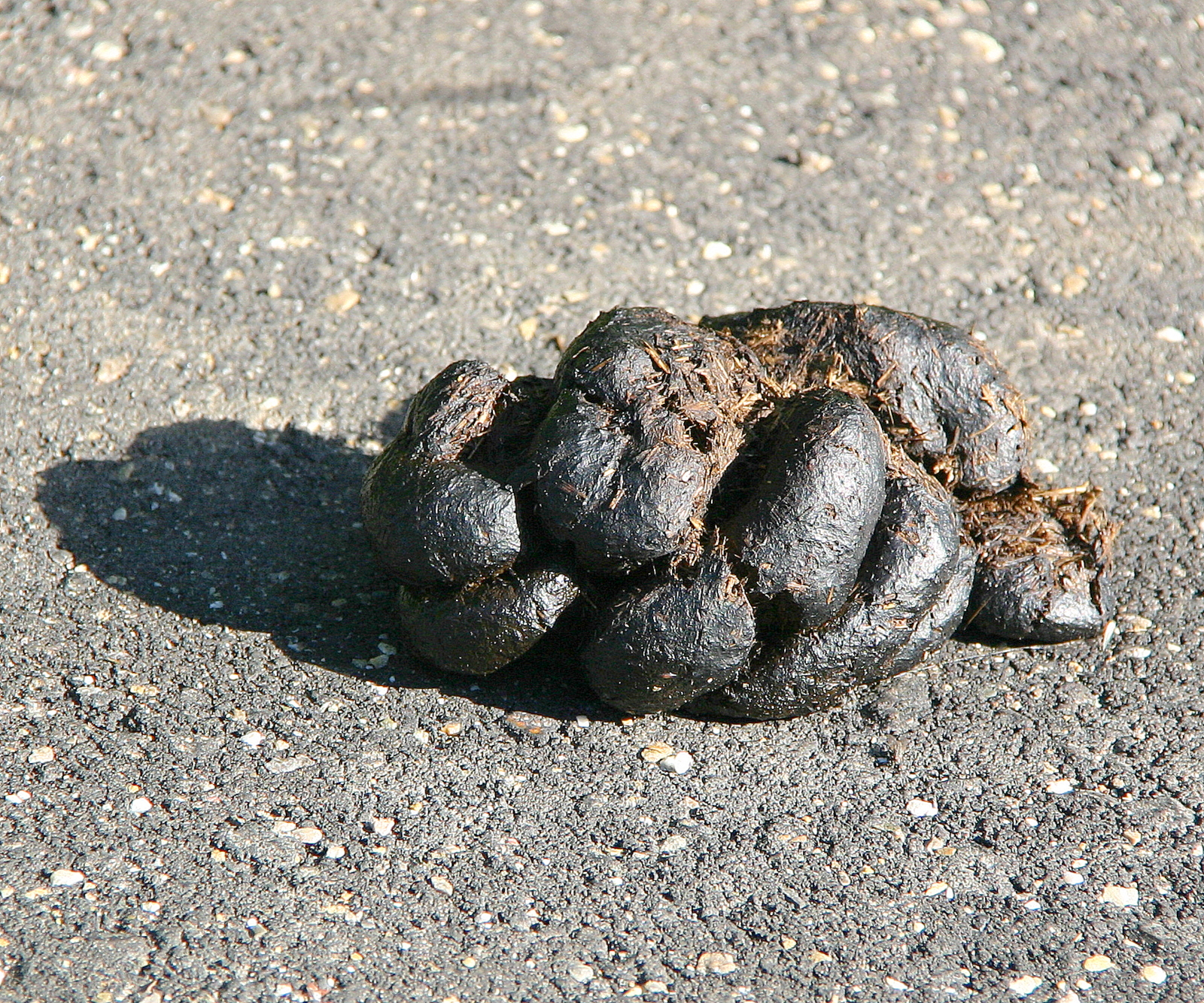
Paardenvijg

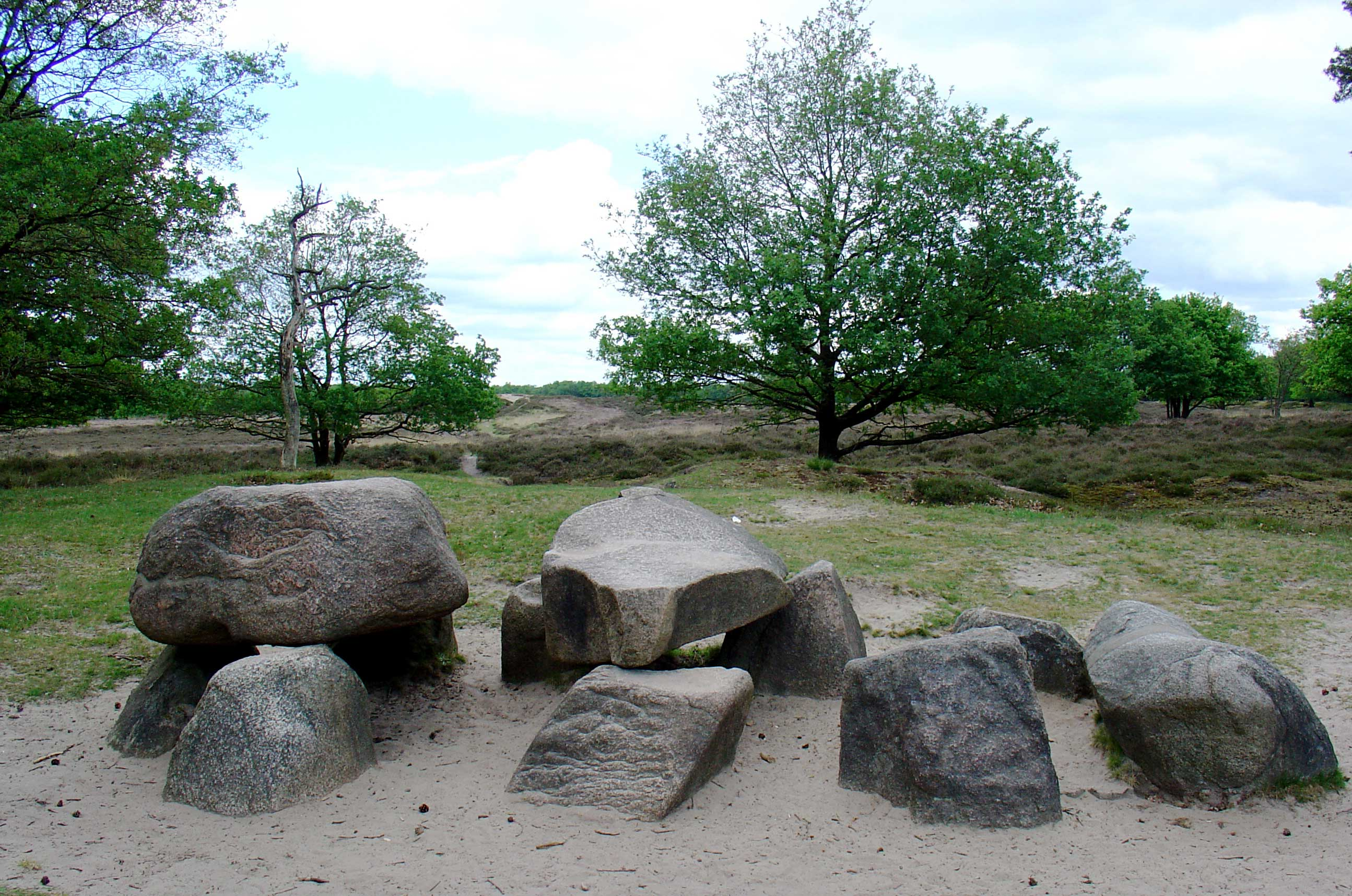
Hunebed D10 Gasteren